# 하천항
하천항은 제주특별자치도 서귀포시 표선면 하천리에 위치한 어항이다. 2005년 3월 21일 어촌정주어항으로 지정되었다. 관리청은 서귀포시, 시설관리자는 서귀포시장이다.

## 어항 연혁
- 하천리는 약 500년 전 상동(묵은가름)에 위씨가 설촌하여 부락명을 '내끝' 일명 '냇끼'라 칭하였다. 그 후 오씨와 강씨가 입촌, 중동과 하동에까지 확장되어 상동(묵은가름), 중동(방상동네), 하동(넓밭)의 3개 자연부락으로 형성되었다. 정의현 시대에는 좌면(지금의 성산읍)에 소속되었다가 서기 1914년 세부 측량시 면경계 재획정으로 표선면에 편입되었다.
- 2005 3월 21일 기본계획을 수립하고, 2009년 6월 10일 정비계획을 수립, 고시하였다.

## 어항 구역
- 수역: 항 동측 육지에서 S방향으로 200m(180°00')지점과 이 점에서 W방향으로 170m(270°00')지점, 이 점에서 N방향으로 120m(0°00')지점의 육지를 연결한 선을 따라 형성된 국․공유지
- 어항구역면적 : 28,779m2, 항내수면적 : 1,360m2